# Divisione No. 8 (Terranova e Labrador)
La Divisione No. 8 è una divisione censuaria di Terranova e Labrador, Canada di 38.937 abitanti.

## Comunità
- Città

Baie Verte, Baytona, Beachside, Birchy Bay, Brent's Cove, Brighton, Burlington, Campbellton, Carmanville, Change Islands, Coachman's Cove, Comfort Cove-Newstead, Cottlesville, Crow Head, Embree, Fleur de Lys, Fogo, Joe Batt's Arm-Barr'd Islands-Shoal Bay, King's Point, La Scie, Leading Tickles, Lewisporte, Little Bay, Little Bay Islands, Little Burnt Bay, Lumsden, Lushes Bight-Beaumont-Beaumont North, Middle Arm, Miles Cove, Ming's Bight, Musgrave Harbour, Nipper's Harbour, Pacquet, Pilley's Island, Point Leamington, Point of Bay, Port Anson, Robert's Arm, Seal Cove, Seldom-Little Seldom, South Brook, Springdale, Summerford, Tilt Cove, Tilting, Triton, Twillingate, Westport, Woodstock
- Regioni

Regione di Fogo Island